# Arthroleptis loveridgei
Espèce
Synonymes
- Schoutedenella loveridgei (de Witte, 1933)

Statut de conservation UICN

 DD  : Données insuffisantes
Arthroleptis loveridgei est une espèce d'amphibiens de la famille des Arthroleptidae.

## Répartition
Cette espèce est endémique du Congo-Kinshasa. Elle se rencontre dans les environs d'Arebi dans la province de l'Ituri.

## Étymologie
Cette espèce est nommée en l'honneur d'Arthur Loveridge.

## Publication originale
- de Witte, 1933 : Batraciens nouveaux du Congo Belge. Revue de Zoologie et de Botanique Africaines, vol. 24, p. 97-103.